# Citypark (St. Louis)
Der Citypark (Eigenschreibweise: CITYPARK) ist ein Fußballstadion im Stadtviertel Downtown West der US-amerikanischen Stadt St. Louis im Bundesstaat Missouri. Es ist seit der Saison 2023 die Heimspielstätte des Fußball-Franchise St. Louis City SC, einem Expansion Team aus der Major League Soccer (MLS), und des St. Louis City SC 2 (MLS Next Pro). 

## Lage
Das Stadion liegt in unmittelbarer Nähe zur St. Louis Union Station, dem früheren Hauptbahnhof der Stadt und heute mit dem Vier-Sterne-Hotel St. Louis Union Station Hotel, Curio Collection by Hilton mit fast 600 Zimmern und Suiten und dem St. Louis Aquarium mit u. a. dem Riesenrad The St. Louis Wheel, dem Carousel, Mini Golf (18-Loch-Anlage), der Seilkletteranlage Ropes Course und dem Spiegellabyrinth Mirror Maze sowie verschiedene Restaurants und Bars. Die Union Station ist als Baudenkmal (National Historic Landmark) eingestuft. Ein Stück weiter östlich liegt die Mehrzweckhalle Enterprise Center, die Heimat des Eishockey-Franchise der St. Louis Blues aus der National Hockey League (NHL).

## Geschichte
Ende 2014 kündigte die Stadt den Bau eines modernen Stadions für die St. Louis Rams sowie ein mögliches Team der Major League Soccer an. Am 12. Januar 2016 kehrten die Rams nach zwanzig Jahren nach Los Angeles zurück. Die Pläne für die neue Sportstätte waren ohne die Rams als Mieter hinfällig. Die Verlegung förderte allerdings die Bemühungen zur Aufnahme in die MLS.
Am 20. August 2019 gab die MLS bekannt, dass St. Louis als 28. Franchise in die MLS aufgenommen wird. Im Dezember 2020 veröffentlichte das Franchise neue, gerenderte Bilder des zukünftigen Stadions. Der St. Louis City SC arbeitete mit dem Architekturbüro HOK und Julie Snow (Mitgründerin von Snow Kreillich Architects) zusammen.
Am 15. Februar 2022 wurde bekannt, dass das Gesundheits- und Versicherungsunternehmen Centene Corporation Namenssponsor der Spielstätte wird. Der Vertrag sollte über 15 Jahre gehen und die Heimat der St. Louis City SC sollte Centene Stadium heißen. Rund acht Monate später gab der St. Louis City SC am 25. Oktober bekannt, dass das Stadion nicht länger Centene Stadium heißen wird. Die Centene Corporation hatte sich vom Vertrag zurückgezogen. Bis ein neuer Sponsor gefunden ist, wird der Neubau Citypark heißen.
Die erste Partie im Citypark sollte am 18. September 2022 mit einem Soft Opening stattfinden, dies gab der St. Louis City SC Anfang September bekannt. Es war eine Partie zwischen der St. Louis City 2 und Sporting Kansas City II aus der MLS Next Pro geplant. Bei dem Test sollte nur der untere Rang geöffnet werden. Die Dauerkartenkäufer hätten einen ersten Blick in den neuen Citypark werfen können. Dies musste aber aufgrund von Stromversorgungsproblemen im Stadion abgesagt werden. Am 27. Oktober wurde bekannt, dass der Bundesligist Bayer 04 Leverkusen am 16. November 2022, in der WM-Pause, im Citypark auf den St. Louis City SC 2 treffen soll. Bayer gewann die Partie mit 3:0. Die Tore erzielten Callum Hudson-Odoi und zweimal Adam Hložek im mit 22.500 Zuschauern ausverkauften Citypark. Im Stadion wurde vom Unternehmen Zippin das erste kassenlose Bezahlsystem in einem Stadion der MLS eingerichtet. Im Dezember 2022 gab es drei Läden für Getränke und Snacks von Zippin im Citypark.
Anfang Februar 2023 veröffentlichte der St. Louis City SC das Nachhaltigkeitsprogramm „Our City“ für den Citypark. Es sollen u. a. die Abfälle entweder reduziert, wiederverwendet, recycelt oder kompostiert werden. Des Weiteren umfasst „Our City“ die Beseitigung von Einwegkunststoffen, Recycling und Kompostierung, umfassende Energieeffizienz- und Wassersparinitiativen sowie die Partnerschaft mit Lebensmittelspendenprogrammen. In Zusammenarbeit mit Operation Food Search schätzt man jährlich 3000 lbs. (rund 1361 kg) übriggebliebene Lebensmittel vor der Mülltonne retten zu können und u. a. an Familien oder Bedürftige weiterzugeben. Die erste Heimpartie in der MLS-Saison 2023 in der 485 Mio. US-Dollar (rund 450,7 Mio. Euro) teuren Spielstätte war auf den 2. Spieltag am 4. März gegen den Charlotte FC angesetzt. Der St. Louis City SC gewann vor 22.423 Zuschauern mit 3:1.
Am 31. Oktober 2024 kündigte der St. Louis City SC an, dass ab dem Jahr 2025 die Anlage den Sponsorennamen Energizer Park, nach Energizer, Hersteller von Batterien und Taschenlampen, tragen wird.

## Länderspiele
- Frauen
  - 11. Apr. 2023:  Vereinigte Staaten –  Irland 1:0 (Freundschaftsspiel)[20]

- Männer
  - 28. Juni 2023, Gruppe A:  Jamaika –  Trinidad und Tobago 4:1 (CONCACAF Gold Cup 2023)[21]
  - 28. Juni 2023, Gruppe A:  St. Kitts und Nevis –  Vereinigte Staaten 0:6 (CONCACAF Gold Cup 2023)[22]
  - 09. Sep. 2023:  Vereinigte Staaten –  Usbekistan 3:0 (Freundschaftsspiel)[23]
  - 18. Nov. 2024, Viertelfinale:  Vereinigte Staaten –  Jamaika -:- (CONCACAF Nations League 2024/25)